# Joseph Quinn
Joseph Quinn (Londra, 26 gennaio 1994) è un attore britannico.
È noto per il ruolo di Eddie Munson nella quarta stagione della serie televisiva Stranger Things (2022). In precedenza è apparso nelle miniserie televisive Casa Howard (2017), I miserabili (2018), Caterina la Grande (2019) e Small Axe (2020). Ha interpretato il suo primo ruolo da protagonista nel film A Quiet Place - Giorno 1 e l'imperatore Geta ne Il gladiatore II, entrambi del 2024.

## Biografia
Joseph, che proviene da una famiglia cristiana benestante, ha tre fratelli e sorelle: Arthur Edward, Lizzy e Mary. Dopo aver terminato gli studi, ha cominciato a recitare nella serie televisiva del 2015 della BBC One Dickensian, nella quale ha interpretato Arthur Havisham. Successivamente, ha recitato in opere teatrali al Royal National Theatre e all'Off West End, di cui "Wish List" gli è valso il premio di "Miglior attore in una produzione teatrale" ai "Manchester Theatre Awards 2017".
Nel 2017, ha recitato assieme a Hayley Atwell nella serie Casa Howard, nella quale ha interpretato Leonard Bast. Nello stesso anno, è apparso nella settima stagione di Il Trono di Spade nel ruolo di una guardia degli Stark. Nel 2018 ha ottenuto il ruolo di Enjolras nella miniserie televisiva I miserabili. Nel 2019 Quinn ha interpretato il principe Paolo, nella miniserie televisiva Caterina la Grande.
Nel 2022 ha interpretato Eddie Munson nella quarta stagione di Stranger Things, ottenendo popolarità a livello mondiale. Per la sua interpretazione Joseph Quinn è stato nominato come miglior attore non protagonista per una serie streaming ai Saturn Award 2022. Durante il Gamescom 2022 è stato annunciato che il videogioco Lords of the Fallen sarà rimasterizzato e presterà la sua voce nel promo inglese. Ad ottobre 2022 Quinn è diventato il testimonial ufficiale del profumo Gris Dior. Il 16 ottobre 2022 al Newport Beach Film Festival Variety ha inserito Joseph Quinn nei “10 attori da tenere d'occhio” nel 2022. A novembre 2022, la versione spagnola della rivista GQ ha premiato Quinn nella categoria "uomo dell' anno", categoria nella quale viene nominato anche nella versione Inglese della rivista L'8 maggio 2023 gli viene assegnato il premio MTV Movie Award alla miglior performance rivelazione agli MTV Movie & TV Awards 2023.

## Filmografia

### Attore

#### Cinema
- National Theatre Live: Mosquitoes, regia di Rufus Norris (2017)
- Overlord, regia di Julius Avery (2018)
- Make Up, regia di Claire Oakley (2019)
- Hoard, regia di Luna Carmoon (2023)
- A Quiet Place - Giorno 1 (A Quiet Place: Day One), regia di Michael Sarnoski (2024)
- Il gladiatore II (Gladiator II), regia di Ridley Scott (2024)
- Warfare - Tempo di guerra (Warfare), regia di Alex Garland e Ray Mendoza (2025)
- I Fantastici Quattro - Gli inizi (The Fantastic Four: First Steps), regia di Matt Shakman (2025)

#### Televisione
- Postcode – serie TV, episodio 1x01 (2011)
- Dickensian – serie TV, 19 episodi (2015-2016)
- Il Trono di Spade (Game of Thrones) – serie TV, episodio 7x04 (2017)
- Timewasters – serie TV, episodi 1x01 e 1x02 (2017)
- Casa Howard (Howards End), regia di Hettie Macdonald – miniserie TV, 4 episodi (2017)
- I miserabili (Les Misérables), regia di Tom Shankland – miniserie TV, episodi 1x04, 1x05 e 1x06 (2019)
- Caterina la Grande (Catherine the Great), regia di Philip Martin – miniserie TV, 4 episodi (2019)
- Strike – serie TV, 4 episodi (2020)
- Small Axe, regia di Steve McQueen – miniserie TV, episodio 1x01 (2020)
- Stranger Things – serie TV, 8 episodi (2022)

#### Cortometraggi
- Instinct, regia di Nathan Hamilton e Henry Leroy-Salta (2015)
- Kin, regia di Helena Middleton (2017)
- The Hoist, regia di Josef Davies, Henry Leroy-Salta e Callum Woodhouse (2018)

## Teatrografia
- Deathwatch, regia di Geraldine Alexander (2016)
- Wish List, regia di Matthew Xia (2017)
- Mosquitoes, regia di Rufus Norris (2017)

## Doppiatori italiani
Nelle versioni in italiano delle opere in cui ha recitato, Joseph Quinn è stato doppiato da:
- Flavio Aquilone ne Il Trono di Spade, Il gladiatore II
- Stefano Brusa ne I miserabili, Caterina la Grande
- Lorenzo De Angelis in Stranger Things
- Emanuele Ruzza in A Quiet Place - Giorno 1
- Jacopo Venturiero ne I Fantastici Quattro - Gli inizi

## Riconoscimenti
- Saturn Award
  - 2022 – Candidatura al miglior attore non protagonista in una serie streaming per Stranger Things
- MTV Movie & TV Awards
  - 2023 – Miglior performance rivelazione per Stranger Things